# Partido de Cajamarca
El partido de Cajamarca fue el nombre de una de las siete subdivisiones territoriales de la intendencia de Trujillo del Imperio español en el Virreinato del Perú. El partido era conocido por lo que ahí antiguamente murió y estuvo preso en el Cuarto del Rescate el Inca Atahualpa. Al igual que los demás partidos, eclesiásticamente formaba parte de la Diócesis de Trujillo sufragáneo de la Arquidiócesis de Lima.

## Historia
Tras ser suprimidos los corregimientos en 1784 por el rey Carlos III. Se crearon las intendencias y los partidos en el Virreinato del Perú. Gracias a la minería, Cajamarca durante el virreinato fue una de las ciudades con más importancia y conjuntamente con los demás partidos volvían a la Intendencia de Trujillo la más importante del norte del virreinato peruano con influencia hasta Guayaquil con el norte, Santa por el Sur y Cajamarca con Moyobamba por el este.
Después de la independencia de la capital de la intendencia y mientras Trujillo era una de las pocas ciudades liberadas del dominio español conjuntamente con los partidos de su intendencia, el 12 de febrero de 1821 José de San Martín dictó un Reglamento Provisional, disponiendo la creación del departamento de Trujillo y suprimiendo la intendencia como los partidos que lo formaban, uniendo al partido de Cajamarca a este:

1. El territorio que actualmente se halla bajo la protección del ejército libertador, se dividirá en cuatro departamentos, comprehendidos en estos términos: los partidos del Cercado de Trujillo, Lambayeque, Piura, Cajamarca, Huamachuco, Pataz, y Chachapoyas, forman el Departamento de Trujillo con las doctrinas de su dependencia: (...)

2. En cada sección de estas, habrá un presidente de departamento: la residencia de los dos primeros, será en Trujillo, y Tarma; la del tercero en Huaráz, y la del cuarto en Huaura.